# Verzorgingsplaats De Slenk (A67)
Verzorgingsplaats De Slenk is een verzorgingsplaats aan de Nederlandse A67 tussen aansluiting Panningen en aansluiting Liessel in de richting Eindhoven. De verzorgingsplaats ligt aan de rand van een recreatiebos waar een golfclub, een camping en het attractiepark Toverland liggen. Ze ligt op het grondgebied van de gemeente Horst aan de Maas.